# George Hamilton Kenrick

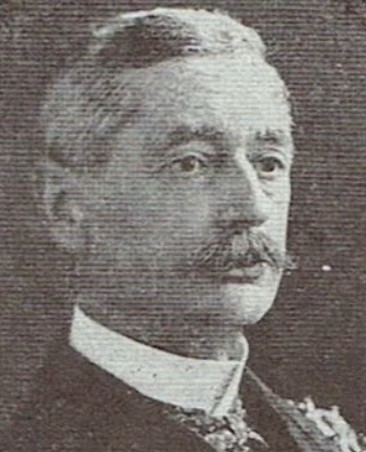
Sir George Hamilton Kenrick

Sir George Hamilton Kenrick (* 29. Januar 1850 in Edgbaston, West Midlands; † 28. Mai 1939 ebenda) war ein britischer Schmetterlingskundler. Er war der Onkel des britischen Premierministers Neville Chamberlain (1869–1940).

## Leben und Werk
Kenrick war der Sohn von Timothy Kenrick aus Edgbaston und der Enkel von Archibald Kenrick, dem Gründer der Metallgeschirr-Firma Archibald Kenrick & Sons in West Bromwich. Nach seiner Ausbildung  in Brighton und am University College London arbeitete er zwei Jahre als Ingenieur bei der Firma Nettlefolds in Smethwick, wo sein Schwager Joseph Chamberlain Leiter war. Anschließend trat er in die Firma seines Vaters ein, wo er viele Jahre Vorsitzender war. Abgesehen von seiner Berufskarriere  engagierte sich Kenrick in der Grundschul- und Hochschulbildungspolitik. Im Alter von 30 Jahren wurde er Mitglied der Schulbehörde in Birmingham. Von 1908 bis 1909 war er Lord Mayor (Oberbürgermeister) von Birmingham. Weiterhin war er Stadtrat von Birmingham.
Zu Beginn des 20. Jahrhunderts begann Kenrick über tropische Schmetterlinge zu schreiben. Er sandte den Naturforscher Antwerp Edgar Pratt (1850–1924) und seine beiden Söhne Carl Brenders Pratt und Felix Biet Pratt von 1902 bis 1903 nach British New Guinea und von 1909 bis 1910 ins Arfakgebirge nach Niederländisch-Neuguinea. Beide Expeditionen, bei denen hunderte von neuen Schmetterlingsarten (darunter der Vogelfalter Ornithoptera rothschildi) entdeckt wurden, waren sehr erfolgreich. In den 1930er-Jahren verkaufte Kenrick seine komplette Schmetterlingssammlung an das Birmingham Natural History Museum.
Kenrick war Fellow of the Royal Entomological Society und 1909 wurde er von König Edward VII. zum Knight Bachelor geschlagen.

## Dedikationsnamen
Nach Kenrick sind mehrere Schmetterlingstaxa benannt, darunter Delias kenricki, Belciana kenricki, Ophiusa kenricki, Endocrossis kenricki und Ornithoptera rothschildi kenricki.

## Schriften (Auswahl)
- A list of moths of the family Pyralidae collected by A.E. Pratt in British New Guinea in 1902–3, with descriptions of new species. Proceedings of the Zoological Society of London 1907:S. 68–87
- Some Undescribed Butterflies from Dutch New Guinea, 1911
- A list of moths of the family Pyralidae collected by Felix B. Pratt and Charles B. Pratt in Dutch New Guinea in 1909–1910; with descriptions of new species, Proceedings of the Zoological Society of London 1912:S. 505–913
- New and little known Heterocera of Madagascar (1913 und 1917)